# Витре (Мёрт и Мозель)
Витре́ (фр. Vitrey) — коммуна во французском департаменте Мёрт и Мозель, региона Лотарингия. Относится к  кантону Везелиз.

## География
Витре расположен в 26 км к юго-востоку от Нанси. Соседние коммуны: Аммевиль на северо-востоке, Везелиз на востоке, Оньевиль и Вронкур на юго-востоке, Этреваль на юге, Лалёф на юго-западе, Говиллер на западе.

## Демография
Население коммуны на 2010 год составляло 226 человек.
| 1962 | 1968 | 1975 | 1982 | 1990 | 1999 | 2010 |
| ---- | ---- | ---- | ---- | ---- | ---- | ---- |
| 163  | 157  | 128  | 149  | 134  | 171  | 226  |